# Villedieu Intercom
Villedieu Intercom est une structure intercommunale française, située dans le département de la Manche en région Normandie.

## Historique
L'Intercom du bassin de Villedieu est créée le 1er janvier 2014 par fusion des communautés de communes du canton de Villedieu-les-Poêles, du canton de Percy, du canton de Saint-Pois (sauf Lingeard, Le Mesnil-Gilbert, Saint-Laurent-de-Cuves et Saint-Michel-de-Montjoie) et des communes de Sainte-Cécile et du Tanu.
En juin 2015, l'assemblée adopte un nouveau nom et choisit parmi trois propositions le nom de Villedieu Intercom.

## Territoire communautaire

### Géographie
Située dans le sud-est du département de la Manche, l'intercommunalité Villedieu Intercom regroupe 27 communes et s'étend sur 293,9 km2.

Carte de Villedieu Intercom
Situation dans le département au 1er janvier 2014
Situation dans le département au 1er janvier 2017 (avec les communes nouvelles)

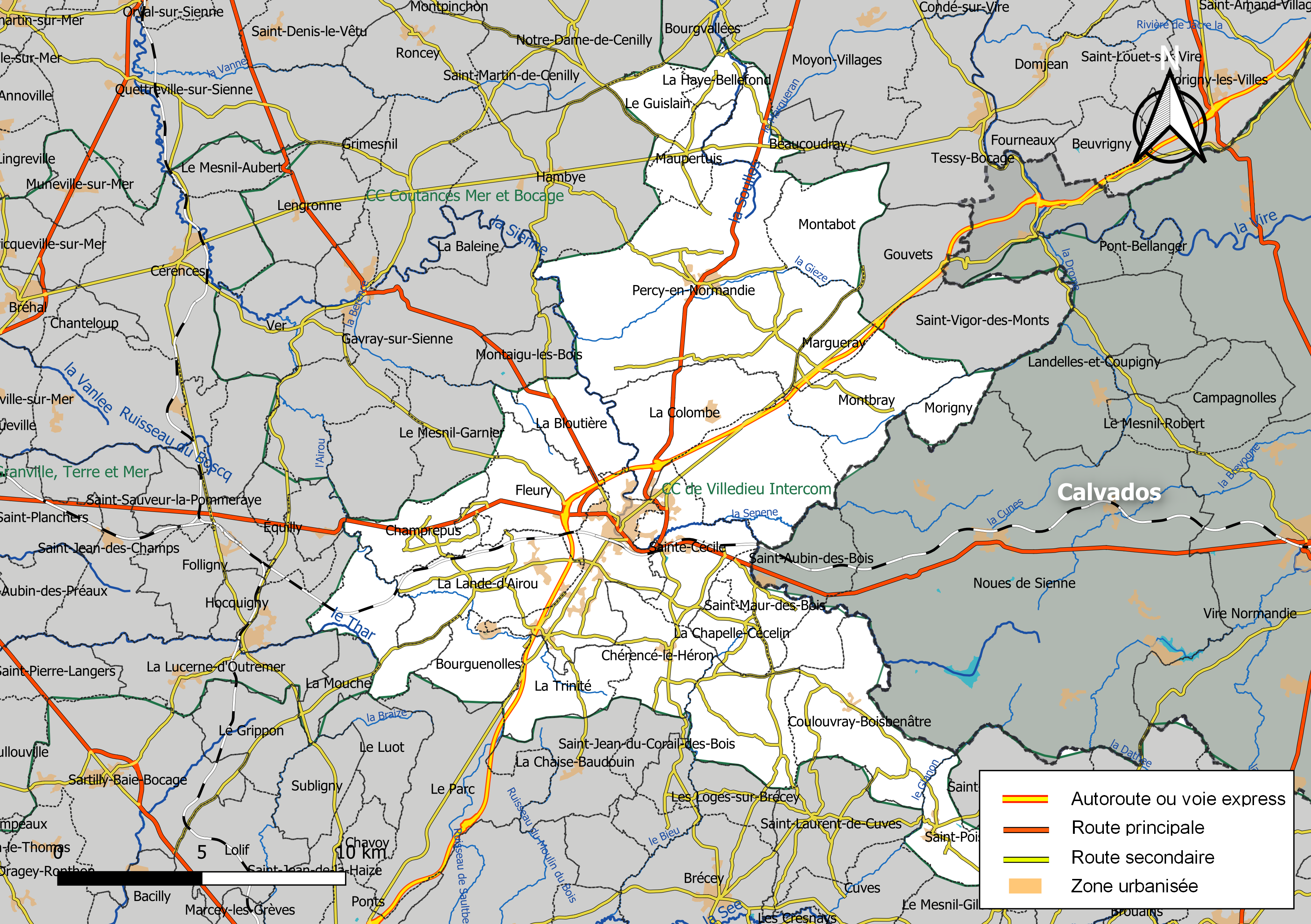
Carte de l'intercommunalité Villedieu Intercom au 1er janvier 2019.

### Composition
Avant la création de deux communes nouvelles le 1er janvier 2016 (Percy-en-Normandie issue du Chefresne et Percy (Manche) et Villedieu-les-Poêles-Rouffigny issue de Rouffigny et Villedieu-les-Poêles) la communauté comprenait vingt-neuf communes.
La communauté de communes est composée des 27 communes suivantes :

| Nom                                    | Code Insee | Gentilé         | Superficie (km2) | Population (dernière pop. légale) | Densité (hab./km2) |
| -------------------------------------- | ---------- | --------------- | ---------------- | --------------------------------- | ------------------ |
| Villedieu-les-Poêles-Rouffigny (siège) | 50639      |                 | 14,77            | 3 845 (2022)                      | 260                |
| Beslon                                 | 50048      | Beslonais       | 17,24            | 550 (2022)                        | 32                 |
| La Bloutière                           | 50060      | Bloutierions    | 9,31             | 430 (2022)                        | 46                 |
| Boisyvon                               | 50062      | Boisyvonnais    | 3,85             | 100 (2022)                        | 26                 |
| Bourguenolles                          | 50069      | Bourgenollais   | 7,65             | 343 (2022)                        | 45                 |
| Champrepus                             | 50118      | Champrepussiens | 9,12             | 322 (2022)                        | 35                 |
| La Chapelle-Cécelin                    | 50121      |                 | 5,22             | 244 (2022)                        | 47                 |
| Chérencé-le-Héron                      | 50130      | Chérencéens     | 9,54             | 438 (2022)                        | 46                 |
| La Colombe                             | 50137      | Colombais       | 14,37            | 627 (2022)                        | 44                 |
| Coulouvray-Boisbenâtre                 | 50144      | Coulouvréens    | 17,25            | 529 (2022)                        | 31                 |
| Fleury                                 | 50185      | Fleurions       | 12,6             | 1 085 (2022)                      | 86                 |
| Le Guislain                            | 50225      | Guilvinistes    | 5,39             | 139 (2022)                        | 26                 |
| La Haye-Bellefond                      | 50234      |                 | 2,82             | 67 (2022)                         | 24                 |
| La Lande-d'Airou                       | 50262      | Landais         | 15,1             | 535 (2022)                        | 35                 |
| Margueray                              | 50291      | Margueriais     | 4,64             | 117 (2022)                        | 25                 |
| Maupertuis                             | 50295      | Maupertuisiens  | 5,41             | 147 (2022)                        | 27                 |
| Montabot                               | 50334      | Montabolais     | 11,56            | 272 (2022)                        | 24                 |
| Montbray                               | 50338      | Montbrayons     | 14,04            | 325 (2022)                        | 23                 |
| Morigny                                | 50357      | Morignais       | 4,35             | 70 (2022)                         | 16                 |
| Percy-en-Normandie                     | 50393      |                 | 48,32            | 2 628 (2022)                      | 54                 |
| Saint-Martin-le-Bouillant              | 50518      | Saint-Martinais | 12,37            | 312 (2022)                        | 25                 |
| Saint-Maur-des-Bois                    | 50521      |                 | 4,97             | 157 (2022)                        | 32                 |
| Saint-Pois                             | 50542      | Saint-Poisiens  | 7,78             | 462 (2022)                        | 59                 |
| Sainte-Cécile                          | 50453      | Céciliens       | 11,29            | 785 (2022)                        | 70                 |
| Le Tanu                                | 50590      | Tanuais         | 10,12            | 421 (2022)                        | 42                 |
| La Trinité                             | 50607      |                 | 9,16             | 401 (2022)                        | 44                 |
| Villebaudon                            | 50637      | Villebaudonnais | 5,69             | 325 (2022)                        | 57                 |

## Administration

### Conseil communautaire
Elle est représentée par 55 délégués communautaires, avec au moins un délégué par commune.
Pour Villedieu-les-Poêles, onze délégués siègent à compter du 1er janvier 2014.
Les sièges sont répartis selon l'importance de la population :
| Nombre de délégués | Communes |
| ------------------ | --- |
| 11                 | Villedieu-les-Poêles |
| 7                  | Percy |
| 3                  | Fleury, Sainte-Cécile |
| 2                  | Beslon, Coulouvray-Boisbenâtre, La Bloutière, La Colombe, La Lande-d'Airou, Saint-Pois |
| 1                  | Boisyvon, Bourguenolles, Champrepus, Chérencé-le-Héron, La Chapelle-Cécelin, La Haye-Bellefond, La Trinité, Le Chefresne, Le Guislain, Le Tanu, Margueray, Maupertuis, Montabot, Montbray, Morigny, Rouffigny, Saint-Martin-le-Bouillant, Saint-Maur-des-Bois, Villebaudon |

À l’issue du renouvellement des conseils municipaux en 2020, la répartition a été revue en passant à 46 sièges
| Nombre de délégués | Communes                       |
| ------------------ | ------------------------------ |
| 11                 | Villedieu-les-Poêles-Rouffigny |
| 7                  | Percy-en-Normandie             |
| 3                  | Fleury                         |
| 2                  | Saint-Cécile                   |
| 1                  | Les autres communes            |

### Présidence
Jean-Yves Guillou, adjoint au maire de Villedieu-les-Poêles et vice-président du conseil général, est élu le 13 décembre 2013 premier président de la nouvelle communauté de communes. Il est remplacé après le renouvellement des conseillers à l'occasion des élections municipales et communautaires 2014 par Marcel Bourdon, maire de La Colombe  qui démissionne en janvier 2015. Le maire de Percy, Charly Varin, lui succède le 4 février 2015.
| Période      | Période      | Identité          | Étiquette | Qualité |
| ------------ | ------------ | ----------------- | --------- | --- |
| janvier 2014 | avril 2014   | Jean-Yves Guillou | DVD       | Chef d'entreprise, adjoint au maire de Villedieu-les-Poêles, vice-président du conseil général                         |
| avril 2014   | janvier 2015 | Marcel Bourdon    | DVD       | Agriculteur, conseiller général, maire de La Colombe, ancien président de la communauté de communes du canton de Percy |
| février 2015 | En cours     | Charly Varin      | DVD       | Maire de Percy, conseiller technique                                                                                   |

Le conseil communautaire comprend onze vice-présidents.

## Démographie
La population municipale de la communauté de communes représente 15 669 habitants (au 1er janvier 2018).

## Compétences
La fusion de la communauté de communes du canton de Percy, de la communauté de communes du canton de Saint-Pois et de la communauté de communes du canton de Villedieu-les-Poêles emporte les conséquences suivantes sur les syndicats :
- Syndicat Intercommunal de Secours, de Lutte Contre l'incendie et de Protection Civile de Villedieu-les-Poêles :

En application de l’article L. 5212-33 du CGCT, rendu applicable aux syndicats mixtes par renvoi de l’article L.5711-1 du même code, les syndicats constitués d’un seul membre sont dissous de plein droit. Ce syndicat mixte ne comprend plus qu'un seul membre à compter du 1er janvier 2014, ses compétences sont donc reprises de plein droit à cette date par la communauté de communes Intercom du bassin de Villedieu.
La communauté de communes Intercom du bassin de Villedieu est substituée à la communauté de communes du canton de Percy, à la communauté de communes du canton de Saint-Pois et à la communauté de communes du canton de Villedieu-les-Poêles au sein des syndicats
dont ces dernières sont membres (et pour les anciens périmètres considérés) :
- Syndicat mixte du Val de Vire
- Syndicat mixte intercommunal d'aménagement et d'entretien de la Sienne
- Syndicat départemental d'énergies de la Manche
- Syndicat pour le développement du Saint-Lois
- Syndicat mixte Manche numérique
- Syndicat mixte du Point Fort
- Syndicat mixte du SCOT du Pays de la baie du mont Saint-Michel
- Syndicat mixte du Pays de la baie du mont Saint-Michel

La communauté de communes Intercom du bassin de Villedieu devra désigner ses représentants dans les règles et conditions fixées par les statuts desdits syndicats.
Il convient de noter que la communauté de communes Intercom du bassin de Villedieu devient membres de deux syndicats distincts, compétents en matière de schéma de cohérence territoriale (SCOT). Dans ce cas, l'article L.122-5 du code de l'urbanisme prévoit notamment que « Lorsque le périmètre d'une communauté mentionnée à l'alinéa précédent comprend des communes appartenant à plusieurs schémas de cohérence territoriale, la communauté devient, au terme d'un délai de six mois, membre de plein droit de l'établissement public prévu à l'article L. 122-4 sur le territoire duquel est comprise la majorité de sa population, sauf lorsque l'organe délibérant de la communauté s'est prononcé dans ce délai contre son appartenance à cet établissement public ou pour son appartenance à l'établissement public d'un des autres schémas.
Les communes appartenant à la communauté sont retirées des établissements publics prévus à l'article L. 122-4 dont la communauté n'est pas devenue membre.
Ce retrait emporte réduction du périmètre des schémas de cohérence territoriale correspondants. » En fonction des éventuelles prises de compétences ou rétrocessions de compétences, il conviendra d'examiner les possibles interactions avec les autres syndicats présents sur le territoire, d'autant que la rédaction des statuts des EPCI ne permet pas toujours de connaître avec précision les compétences effectivement transférées.
Sont notamment présents, en tout ou partie, sur le territoire de la communauté Intercom du bassin de Villedieu :
- Syndicat intercommunal d'AEP de la Coudraye
- Syndicat intercommunal d'AEP de la Gièze
- Syndicat intercommunal d'AEP de la région de La Haye-Pesnel
- Syndicat intercommunal d'AEP de la région de Montbray
- Syndicat intercommunal d'AEP de la région de Saint-Pois
- Syndicat intercommunal d'AEP de Villedieu-Ouest
- Syndicat intercommunal d'AEP de la région de Villedieu-Sud
- Syndicat mixte pour gestion durable de ressource en eau et sécurisation de production d'eau potable dans la Manche
- Syndicat mixte intercommunal de la Soulles
- Syndicat intercommunal d'électrification de La Haye-Pesnel
- Syndicat intercommunal d'électrification de Villedieu-les-Poêles
- Syndicat intercommunal de regroupement pédagogique de Chérencé-le-Héron, Sainte-Cécile, La Trinité
- SIVU des écoles publiques du secteur de La Haye-Pesnel
- Syndicat intercommunal de secours, d'incendie et de protection civile de Brécey